# Klaus Jacoby
Klaus Jacoby (* 26. August 1941) ist ein ehemaliger deutscher Boxer.

## Leben
Jacobys erster Kampf als Berufsboxsportler erfolgte Anfang Dezember 1965. In seinen ersten sechs Duellen holte er sich vier Siege und ein Unentschieden bei einer Niederlage. Im Oktober 1966 bot sich Jacoby in seinem siebten Kampf die Gelegenheit zum Duell mit dem deutschen Leichtgewichtsmeister Karl Furcht. Der Kampf wurde im niedersächsischen Oldenburg ausgetragen und endete unentschieden. Dadurch blieb Furcht Titelträger. Im Februar 1967 kam es zum Rückkampf der beiden, diesmal in Köln. Jacoby unterlag durch K. o. in der zehnten Runde. Ein drittes Duell zwischen Jacoby und Furcht wurde Anfang September 1967 in Düsseldorf ausgetragen. Erneut gelang es Jacoby nicht, den Aachener zu bezwingen. Der mit großer Schnelligkeit geführte Kampf endete unentschieden.
Ende November 1968 wurde Jacoby durch einen Sieg über Rolf Kersten deutscher Meister im Leichtgewicht. Bis September 1970 verteidigte er den Titel dreimal erfolgreich. Ende Oktober 1970 stand er in Kiel Lothar Abend im Ring gegenüber, es ging um den Meistertitel in der neuen Gewichtsklasse Junior-Leichtgewicht. Der in der Ostseehalle veranstaltete Kampf war hochklassig, „selten wurde ein Faustduell mit so einhelliger Begeisterung gelobt wie der Zweikampf der Meister: Lothar Abend (Federgewicht) schlug Klaus Jacoby (Leichtgewicht) über zwölf Runden“, meldete das Hamburger Abendblatt über den Kampf der beiden Rechtsausleger.
Jacoby verlor in der Folge zehn seiner nächsten elf Kämpfe. Im August 1972 kämpfte er wieder gegen Rolf Kersten um die deutsche Leichtgewichtsmeisterschaft. Es gab ein Unentschieden, im November desselben Jahres gab es das Duell noch einmal, diesmal siegte Jacoby und wurde wieder deutscher Meister im Leichtgewicht. Seinen darauffolgenden Kampf gegen Lothar Abend verlor er in Köln.
Jacoby boxte mit Unterbrechungen noch bis Juni 1981, verlor aber deutlich mehr Kämpfe als er gewann, darunter noch weitere Duelle um die deutsche Meisterschaft.